# Erica orculiflora
Erica orculiflora är en ljungväxtart som beskrevs av Dulfer. Erica orculiflora ingår i släktet klockljungssläktet, och familjen ljungväxter. Inga underarter finns listade i Catalogue of Life.